# Israel Icchak Kalisz

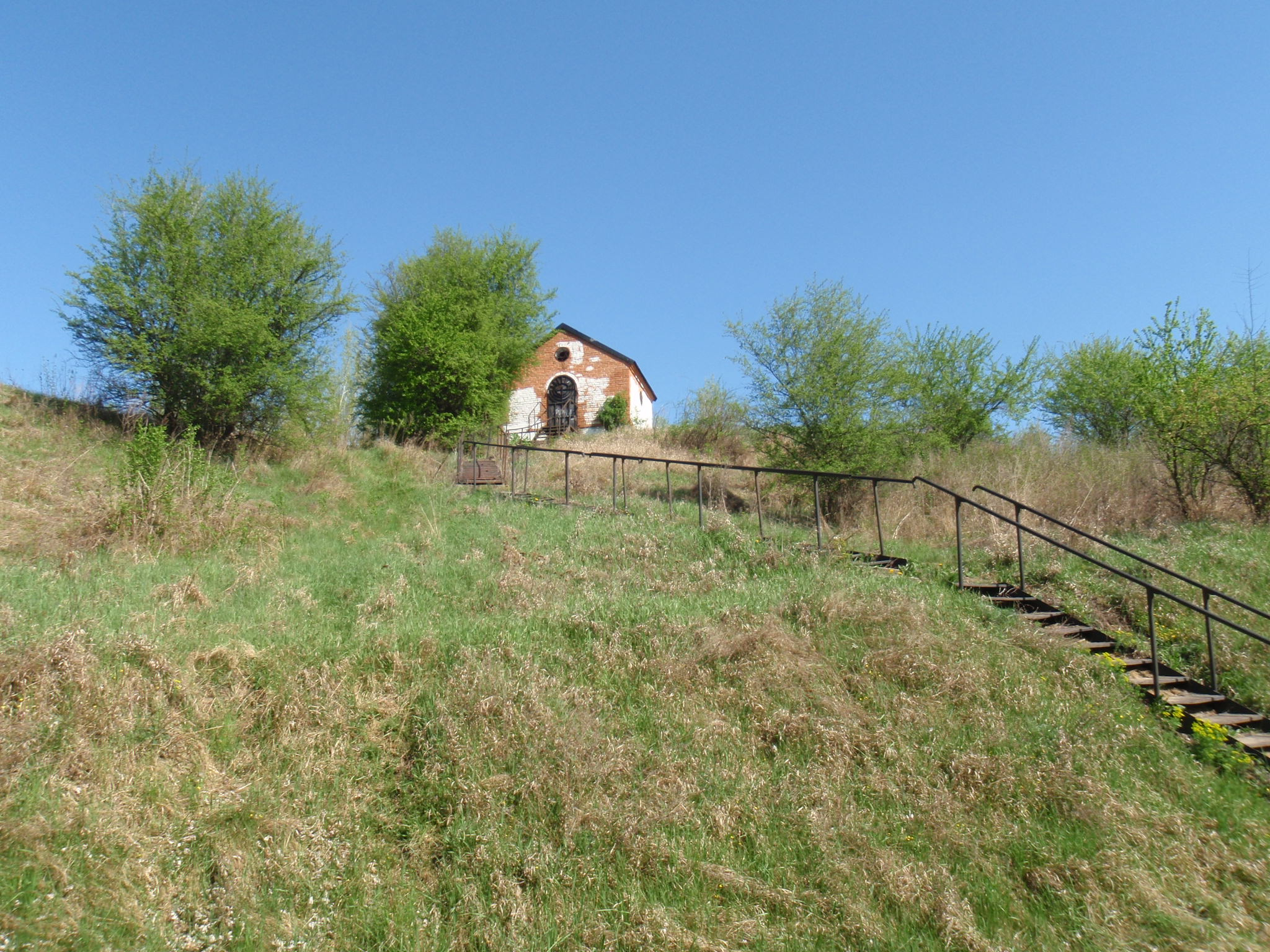
Cmentarz żydowski w Warce - widoczny jest ohel cadyka.

Israel Icchak Kalisz (ur. 1779, zm. 1848 w Warce) – rabin, założyciel i pierwszy cadyk chasydzkiej dynastii Warka.
Pod wpływem cadyka Dawida Bidermana z Lelowa stał się zwolennikiem chasydyzmu. W 1829 osiedlił się w Przysusze, gdzie nauczał jego mistrz cadyk Symcha Binem z Przysuchy. Ostatecznie osiadł w Warce. Tam wraz z Izaakim Alterem z Góry Kalwarii zaangażował się w walkę z ukazami władz rosyjskich zakazującymi Żydom z Królestwa Kongresowego noszenia tradycyjnych strojów. Jego uczniem był rabin Jechiel Danziger z Grójca.
Jego synami byli: Jaakow Dawid Kalisz, założyciel dynastii cadyków w Mszczonowie i Mordechaj Menachem Mendel Kalisz (1819–1868), następca Izaaka na dworze wareckich cadyków. Został pochowany na cmentarzu żydowskim w Warce. W 1990 roku w domniemanym miejscu jego pochówku wzniesiono nowy ohel.